# 下田武史
下田 武史（しもだ たけし、1978年2月10日 - ）は、北陸朝日放送のアナウンサー。
東京都葛飾区出身。金町中学校、東京都立城東高等学校、江戸川大学社会学部卒業。身長173cm、血液型O型。
実家は接骨院。

## 略歴
- 2000年4月、青森朝日放送に入社。
- 江戸川大学の「マスコミ自主講座」講師[1]。
- 2009年2月、青森朝日放送退社。3月、福島中央テレビへ移籍。
- 2012年3月末、 震災での避難所の取材を機に柔道整復師を志し[2]、福島中央テレビを退社。
- 2012年4月、医療系専門学校へ入学。
- 2016年4月、北陸朝日放送に入社。アナウンサーに復帰。ローカルニュース・高校野球中継を主に担当。
- 2022年12月、ニュースでの特集企画「難病を克服してもう一度野球を」を受けて、日本高等学校野球連盟が特例承認したことが評価され、第21回ANNアナウンサー賞で特別賞を受賞した[3]。
- 2025年2月には、能登半島地震被災地の高校野球取材活動が評価され、第23回ANNアナウンサー賞特別賞を受賞した。同賞の2度目の受賞は史上初。

## 担当番組

### 青森朝日放送
主に報道・スポーツ番組のほか、同局公式サイト内で配信していたインターネットラジオ番組にも出演。
- ABAニュース
- 高校野球中継
- スーパーJチャンネルABAメインキャスター（2005年 - 2008年）
- シューマッツ（中継リポーター担当）
- アルベナ情報局（金曜MC担当）
- 下田武史のABAの地下倉庫（インターネットラジオ）

「ABAの地下倉庫」は後にテレビ番組化も果たし、2008年6月12日放送回では、深夜としては驚異の視聴率5.4%を記録。

### 福島中央テレビ
- ゴジてれ Chu !（火曜中継担当）
- FCTニュース
- FCTストレイトニュース
- FISフリースタイルスキー世界選手権猪苗代大会（リポーター）ほか

福島中央テレビ移籍以降、グルメリポート系の担当が多かったが、2011年3月の東日本大震災・原発事故以降の1年間、被災地や警戒区域一時立ち入りなど、報道中継のほとんどを担当していた。

### 北陸朝日放送
- HABニューススカッシュ
- ANNニュース（主に土曜・日曜昼のローカルニュース、2016年4月‐2016年12月・2019年4月-2020年3月、2021年4月 -シフト勤務）
- ANNスーパーJチャンネル（土曜夕方のローカルニュース、2016年4月‐2016年12月・2019年4月-2020年3月、2021年4月 -シフト勤務）
- 報道ステーション SUNDAY（日曜夕方のローカルニュース、2016年4月‐2016年12月、シフト勤務）
- サンデーステーション（日曜夕方のローカルニュース、2019年4月‐2020年3月、シフト勤務）
- 高校野球石川大会実況『めざせ!甲子園』（2016年-）
- 2時はどきどき5ch（中継リポーター、2016年12月まで）
- HABスーパーJチャンネル・ニュースキャスター(月曜‐金曜・2017年1月4日‐2019年3月29日、月曜‐木曜・2022年3月28日- 2023年3月31日）
- HABスーパーJチャンネル ゆうどきLive - 水曜ニュースキャスター（2019年4月‐2020年3月）→月曜‐金曜ニュースキャスター（2020年3月30日-）
- ギュッ!と石川 ゆうどきLive - 金曜MC（2019年4月‐2020年3月）
- ふむふむ（水曜 - 金曜ニュース、2023年4月5日 - )